# Alexander Holevo

Alexander Semenovich Holevo (en ruso: Алекса́ндр Семéнович Хóлево, también escrito como Kholevo and Cholewo) es un matemático soviético y ruso, uno de los pioneros de la ciencia de la informaicón cuántica.

## Biografía
Holevo ha trabajado en el Instituto Steklov de Matemáticas, Moscú desde el año 1969. Él se graduó del Instituto de Física y Tecnología de Moscú en el año 1966, defendió su tesis doctoral en el año 1969 y una tesis de Doctor en Ciencias en el año 1975. Desde el año 1986 A.S. Holevo es profesor en la Universidad Estatal de Moscú y en el Instituto de Física y Tecnología de Moscú.

## Investigación
A.S. Holevo ha hecho substanciales contribuciones en los fundamentos matemáticos de la teoría cuántica, estadística cuántica y la teoría de la información cuántica. En el año 1973 él obtuvo un límite superior para la cantidad de información clásica que puede ser extraída de un conjunto de estados cuánticos al ser estos medidos (este resultado es conocido como el Teorema de Holevo. A.S. Holevo desarrolló la teoría matemática de los canales de comunicación cuánticos, la teoría no conmutativa de las decisiones estadísticas, él probó los teoremas de codificación en la teoría de la información cuántica y reveló la estructura de los semigrupos Markov cuánticos y los procesos de medición. A.S. Holevo es el autor de aproximadamente ciento setenta trabajos publicados, incluyendo cinco monografías.

## Honores y premios
- Premio Andrey Markov de la Academia Rusa de Ciencias (1997)[2][4]
- Premios por los mejores logros científicos de la Academia Rusa de Ciencias (1992, 1995, 2008)[2]
- Galardón Quantum Communication (1996)[5]
- Galardón por Investigación Alexander von Humboldt (1999).[6]
- Orador Invitado en el Congreso Internacional de Matemáticos, Madrid (2006)[7]
- Galardón Claude E. Shannon (2016)[8]